# Неомайанский стиль
Неомайа́нский стиль, также неомайяский стиль (англ. Mayan Revival, буквально – майанское возрождение) — архитектурное направление 1920—1930-х годов, вдохновлённое архитектурой и иконографией культуры доколумбовой Мезоамерики.

## Происхождение
Хотя этот термин относится к цивилизации майя в Южной Мексике и Центральной Америке, на практике этот стиль часто сочетается с иными особенностями мезоамериканских культур, в частности с ацтекской архитектурой в центральной Мексике, представленной в национальных группах мешик и науа. Несмотря на различие между культурными направлениями, в неомексиканском стиле проявляется их синкретизм, что противоречит историческим фактам.
Историк Марджори Ингл источником стиля называет панамериканское здание союза Пола Филиппа Крета (1908—1910), которое сочетает множество мотивов коренного населения Америки: майяские и мексиканские мозаики (часто мотивы скопированы со скульптуры в Копане), фигуры на фонарях у входа, традиционные рисунки.
Наибольшее число зданий в неомайяском стиле расположено в Детройте (штат Мичиган) и Мериде (Мексика), также встречаются в Нью-Йорке, Хьюстоне, Лос-Анджелесе, Акапулько, Мехико, Канкуне и Токио.

## Неомайяский стиль и ар-деко
Среди работавших в данном стиле архитекторов известен Фрэнк Ллойд Райт. Его Дом мальвы в Лос-Анджелесе повторяет формой храмы Паленке, отель Империал в Токио — мезоамериканские пирамиды. Также можно назвать Дом Эннисов, Миллард-хаус (La Miniatura), Сторес-хаус и Фримен-хаус в Лос-Анджелесе с барельефами и геометрическими рисунками на фасадах, как на строениях Ушмаля.
Его сын ландшафтный дизайнер и архитектор Ллойд Райт руководил строительством трёх из четырёх домов отца. Он самостоятельно спроектировал неомайяский дом Джона Соудена в 1926 году в Голливуде.
Ученик Райта Арата Эндо построили отель Кошиен (англ. Kōshien Hotel) в 1930-е годы, который повлиял на архитектуру отеля «Империал» в Токио. В 1953 году выстроена пирамидальная синагога Бет Шолом с геометрической крышей.

## Яркие примеры
Наиболее известным примером неомайяской архитектуры является калифорнийский Ацтекский отель (1924—1925) Роберта Стейси-Джадда. Его фасад, интерьеры и мебель повторяют абстрактные узоры майяской письменности вперемешку с ар-деко.
Другие примечательные архитектурные строения:
- 1926 — Aurora Elks Lodge[англ.], штат Иллинойс;
- 1927 — Майяский театр (Лос-Анджелес)[англ.] Стайлса О. Клементса[англ.];
- 1928 — Здание Фишера[англ.] в Детройте архитектора Альберта Кана украшено известным майянистом Сильванусом Морли[2].
- 1928—1929 — Здание Гардиан[англ.] американского архитектора Вирта Роуланда[англ.].
- 1929 — United Office Building[англ.] архитектора Джеймса А. Джонсона[англ.] в Ниагара-Фолс (Нью-Йорк).
- 1929—1930 — Майяский театр в Денвере[англ.].

- Вход на 450 Sutter Street, Сан-Франциско
- Вестибюль в 450 Sutter Street (1929) по проекту Тимоти Пфлюгера
- Здание Фишера в Детройте, США
- Здание Гардиан в Детройте
- Фрагмент в виде бога дождя Чака на Дворце изящных искусств в Мехико
- Павильон Кукульканоб в Мериде, Мексика
- Реплика отеля «Империал» в Токио